# EADS Barracuda
El Barracuda es un vehículo aéreo no tripulado (VANT) experimental europeo. Fue desarrollado por EADS como demostrador de tecnología para el desarrollo futuro de sistemas de misiones no tripuladas de reconocimiento y también de combate (UCAV). Se trata de un proyecto conjunto realizado entre Alemania y España. A pesar de que el desarrollo del proyecto fue parado en el 2006 después de que el primer prototipo se estrellara en el Mar Menor mientras descendía para aterrizar durante el primer test de vuelo, el programa fue relanzado en 2008 con la obtención de un segundo prototipo en noviembre de 2008.
El Barracuda compite principalmente contra el Dassault nEUROn en ámbitos estratégicos y defensivos. Ambos emplean tecnología de baja detectabilidad y tienen una velocidad máxima de 0,85 Mach. Mientras que el Barracuda es un proyecto únicamente de Alemania y España, el nEUROn está compuesto por Francia, Italia, Suecia, Suiza, Grecia y España. No se tiene mucha más información sobre el Barracuda, ya que sigue en desarrollo, pero tiene una operabilidad de hasta 20 000 pies (6096 m) y puede llevar una carga máxima de 300 kg.

## Desarrollo

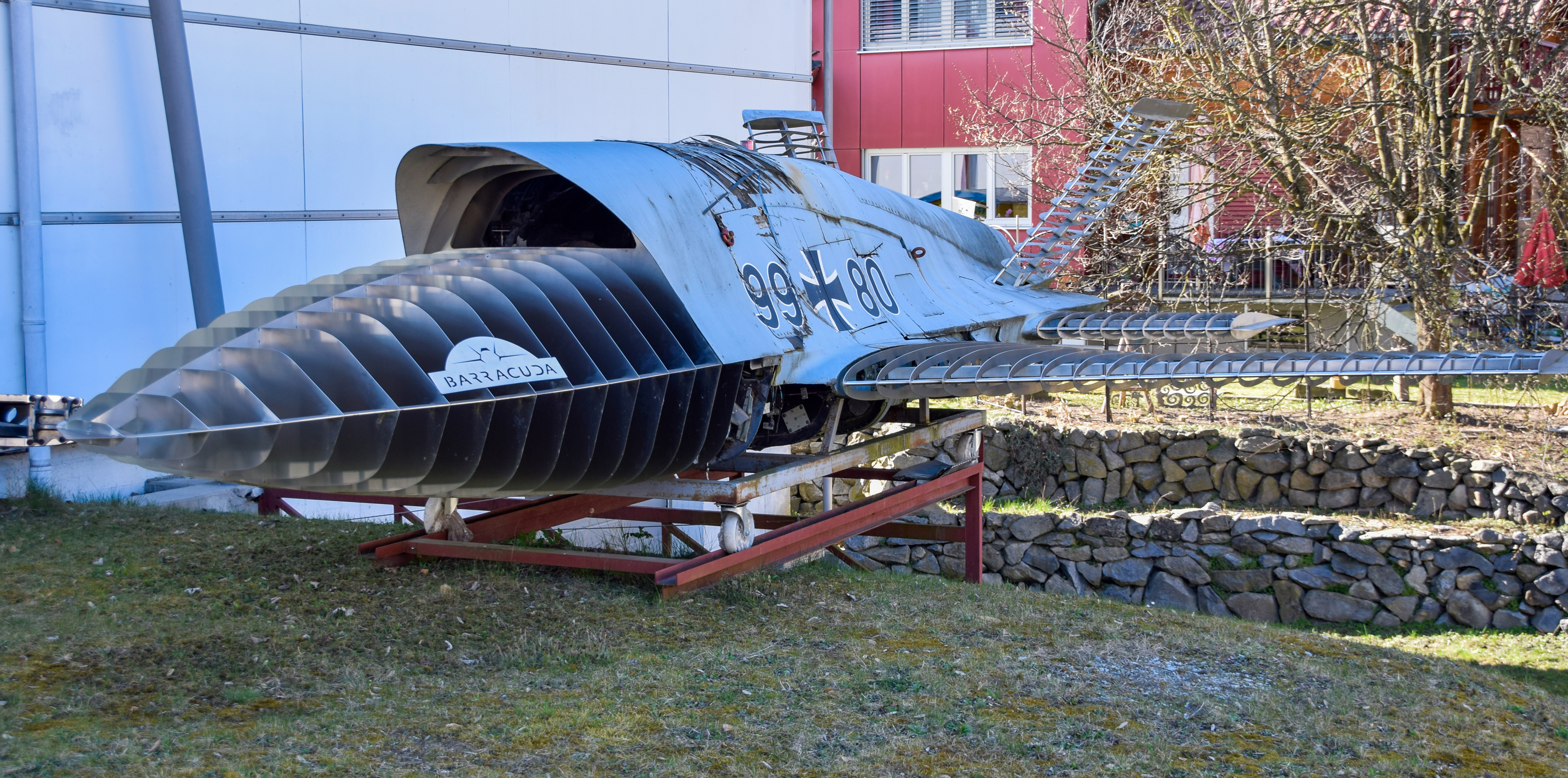
Restos de la aeronave 99+80 con las alas reconstruidas.

El Barracuda se originó como un estudio de diseño de UAV, que pretendía lanzar EADS al mercado de los UAV de amplio espectro a media altitud, el cual permanece dominado por Estados Unidos e Israel. Su desarrolló comenzó en 2003, haciendo su debut oficial en 2006 en la exhibición aérea internacional de Berlín, donde se revelaron las características y utilidades militares del Barracuda. El Barracuda se estrelló en el Mar Menor de la Región de Murcia en 2006 durante un vuelo de pruebas, por lo que se paralizó el proyecto hasta 2008. EADS se centra actualmente en que el Barracuda reciba el certificado de vuelo para el espacio aéreo de Alemania, con el objetivo a largo plazo de recibir una certificación para espacio aéreo no segregado.
También se ha planeado desarrollar el Barracuda como una plataforma modular, para que pueda reacondicionarse para distintos fines, como el de patrulla marítima. Por el momento no tiene capacidades de ataque planeadas, pero posiblemente se estudie la opción de equiparle armamentos si surgen clientes interesados en ello. El Barracuda puede montarlos, si se desease, en la zona de carga central.
Alemania también ha negociado con Suecia e Italia un vehículo aéreo no tripulado multinacional que compita contra el programa liderado por los franceses del nEUROn. España, Italia y Suecia ya participan actualmente en el anteriormente mencionado nEUROn francés.
El vuelo inaugural del Barracuda se realizó en abril de 2006 desde la en la península ibérica. El vuelo fue todo un éxito y se realizaron numerosas pruebas posteriores, pero el prototipo se precipito a las aguas del Mar Menor cuando trataba de realizar un aterrizaje de prueba en la costa española de la Región de Murcia, el 23 de septiembre de 2006.

## Diseño
El Barracuda está compuesto de componentes comerciales listos para su uso, pero combinándolos sistemas muy refinados. Su fuselaje estaba fabricado íntegramente de fibra de carbono, pero con una rigidez superior a la de las aeronaves convencionales, que suelen estar fabricadas de aluminio (las estructuras del Eurofighter Typhoon y Boeing 787 Dreamliner y más aviones también están fabricadas de ello). El único componente metálico se encuentra en los planos, recorriendo su parte central para darles un refuerzo. El ensamblaje de los planos permite un fácil desmontaje para su transporte. El Barracuda emplea un fuselaje de formas específicas, incluyendo una toma de aire en S y una cola en V, permitiendo eludir radares y reforzar su baja detectabilidad como UCAV.

## Especificaciones

### Características generales
- Tripulación: 0
- Longitud: 8,25 m
- Envergadura: 7,22 m
- Peso vacío: 2300 kg
- Peso máximo al despegue: 3.250 kg
- Planta motriz: 1× turbofán Pratt & Whitney JT15D.
  - Empuje normal: 14 kN 3.150 lbf de empuje.

### Rendimiento
- Velocidad máxima operativa (Vno): mach 0,85

### Aeronaves similares
- RQ-9 Predator B
- RQ-3 Dark Star
- BAE Corax
- BAE Taranis
- Dassault Neuron